# Saint-Blaise, Alpes-Maritimes

Saint-Blaise este o comună în departamentul Alpes-Maritimes din sud-estul Franței. În 1 ianuarie 2022 avea o populație de 1.391 de locuitori.